# Pietro Bianchi (calciatore 1897)
Pietro Bianchi (Bergamo, 1897 – ...) è stato un calciatore e allenatore di calcio italiano, di ruolo difensore.

## Caratteristiche tecniche
Era un difensore centrale bravo nel gioco aereo.

## Carriera

### Giocatore
Dopo aver militato nel settore giovanile della Bergamasca, nel 1919 esordisce in prima squadra nel campionato di Promozione; l'anno seguente, in seguito alla fusione della sua squadra con l'Atalanta, passa nelle file della società nerazzurra, dove, dopo una stagione passata interamente nella squadra Riserve, diventa un titolare fisso, assumendo anche il ruolo di capitano a partire dalla stagione 1922-1923 fino al ritiro.

### Allenatore
Nel 1926, dopo essersi ritirato dall'attività agonistica, va ad allenare nel settore giovanile dell'Atalanta, dove rimarrà fino alla seconda guerra mondiale.

## Palmarès

### Giocatore

#### Competizioni nazionali
- Seconda Divisione: 1

Atalanta: 1922-1923